# Стъклена маримба
Стъклената маримба е музикален перкусионен инструмент от групата на пластинковите инструменти. Вид кристалофон. Прилича на маримбата и ксилофона, но пластините са изработени от стъкло.
Дебелината на всяка пластина определя тона, с който тя звучи. Колкото по-дълга и тънка е стъклената пластина, толкова по-нисък е произвежданият от нея звук. Инструментът има диапазон от три октави. Звукоизвличането от стъклената маримба става с много леки палки с памучни накрайници.